# Locomotiva Thomas și prietenii săi - Regele Șinelor
Locomotiva Thomas și prietenii săi este un serial de televiziune bazată pe Seria Căilor Ferate scrisă de Wilbert Awdry, în care ne este prezentată viața unui grup de locomotive și vehicule cu trăsături umane, ce trăiesc pe Insula Sodor.